# Adriano Facchini
Adriano Facchini oder kurz Adriano (* 12. März 1983 in Xaxim, Santa Catarina) ist ein ehemaliger brasilianischer Fußballtorhüter.

## Karriere
Facchini durchlief die Nachwuchsabteilungen der Vereine Curitibano, União do Vale und FC Santos und startete anschließend seine Profikarriere 2004 bei AA Portuguesa. Bis ins Jahr 2009 spielte er für diverse brasilianische Vereine, ehe er nach Europa zum portugiesischen Verein União Madeira wechselte. Nachdem er eine Spielzeit für die Insulaner tätig gewesen war, zog er innerhalb der Segunda Liga zu Gil Vicente FC weiter.
Zur Saison 2015/16 lieh ihn sein Klub in die türkische TFF 1. Lig zu Kardemir Karabükspor aus und gab ihn eine Saison später samt Ablöse an diesen Verein ab. Im Januar 2017 verließ er die Türkei und wechselte zu Nacional Funchal. Nach Saisonende 2021/22 beendete er seine aktive Laufbahn, spielte aber nicht mehr in einer ersten Liga.

## Erfolge
Desportivo Aves
- Taça de Portugal: 2017/18